# Törrvesklint
Törrvesklint är ett naturreservat i Stenkyrka socken i Region Gotland på Gotland.
Området är naturskyddat sedan 2008 och är 37 hektar stort. Reservatet består av en kustklint bevuxen med gammal barrskog dominerad av tall. 